# Пардінас

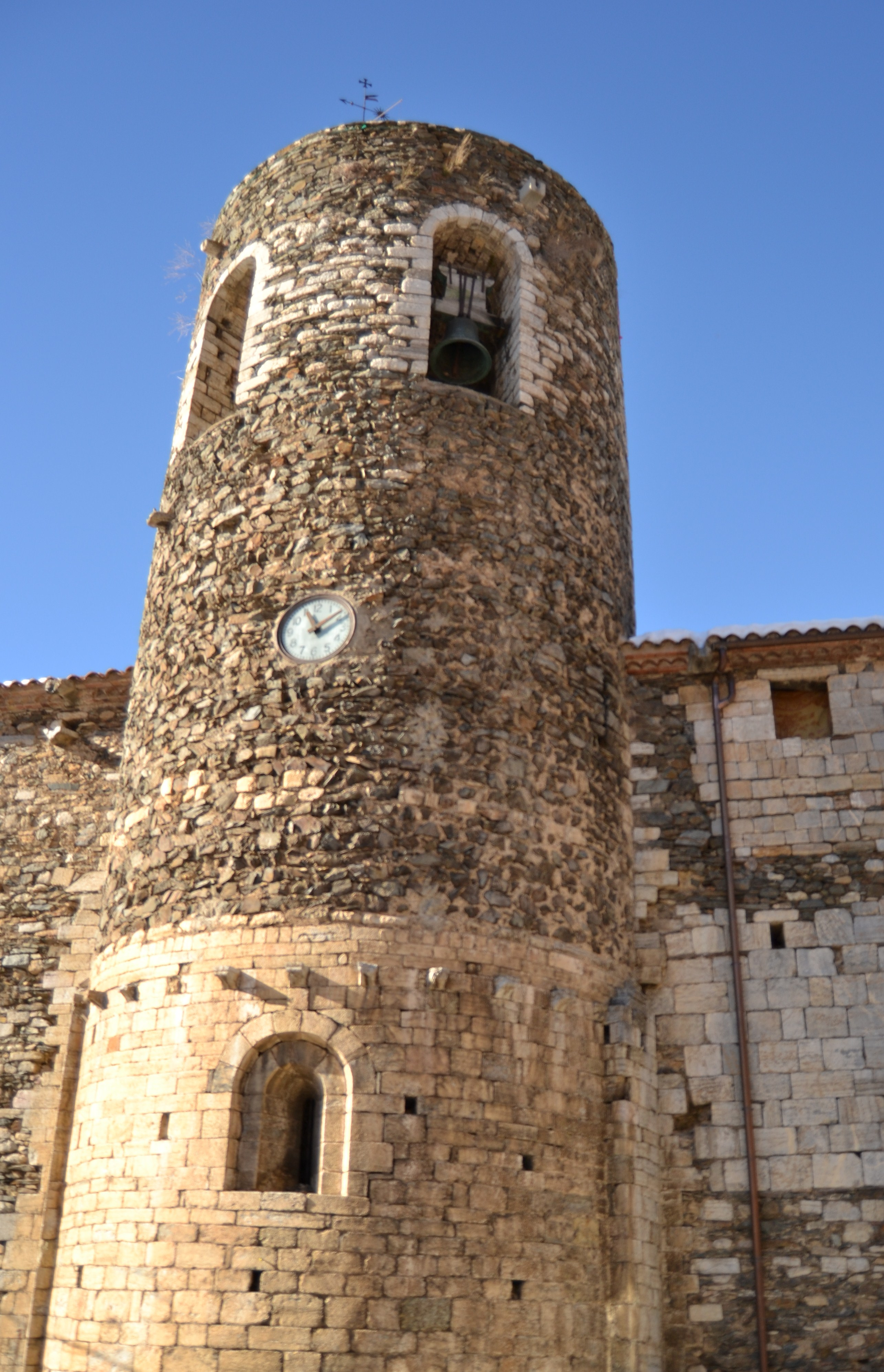
Сант Естев

Пардінас (Catalan pronunciation: [pəɾˈðinəs]) — муніципалітет в Іспанії, у складі комарки Рипульєс, провінція Жирона, Каталонія.
Найвища точка муніципалітету — Пуч Серверіс (2202 м). Муніципалітет межує на півночі з Кверальбс і Вілалонга-де-Тер, на сході та півдні з Огассою, а на заході з Рібес-де-Фресер і Кверальбс.

## Історія
Назва Pardines бере свій початок від назви parietinas, що означає «руїни будівлі». Вперше це задокументовано в 839 році в акті освячення Sant Ot d'Urgell. Він був володінням графів Серданья, дворянства Салес, монастиря Сант-Марті-де-Каніго та графів Барселони.

## Демографічна еволюція
| 1900 рік | 1930 рік | 1950 рік | 1970 рік | 1981 рік | 1986 рік | 2006 рік |
| -------- | -------- | -------- | -------- | -------- | -------- | -------- |
| 476      | 448      | 357      | 193      | 130      | 118      | 149      |

## Пам'ятки
- Церква Санта Магдалена
- Церква Сант-Естеве
- Каплиця Санта-Магдалена
- Каплиця Святого Марті
- Каплиця Розер